# Station Walheim (Frankrijk)
Station Walheim is een spoorwegstation in de Franse gemeente Walheim.